# Ana Liliana Avião
Ana Liliana Avião   (Luanda, 25 d'agost de 1994) és una model angolesa i una participant de concursos de bellesa que va guanyar Miss Angola 2018. Va representar Angola al concurs Miss Univers 2018.

## Vida personal
Actualment resideix als Països Baixos. És llicenciada en Ciències Empresarials.

## Concursos de bellesa
Avião va ser coronada com la guanyadora de Miss Angola 2018 en una final nacional celebrada a Luanda. Va succeir a Miss Angola 2017, Lauriela Martins.
Avião va representar Angola al certamen Miss Univers 2018 a Bangkok, Tailàndia, on no es va classificar.